# Фендер, Эдвард
Э́двард Пётр Фе́ндер (пол. Edward Piotr Fender; 8 августа 1942, Бельско-Бяла — 6 ноября 2021) — польский саночник, выступал за сборную Польши в 1960-х годах. Участник зимних Олимпийских игр в Инсбруке, серебряный призёр чемпионата мира в зачёте двухместных саней, двукратный чемпион национального первенства, участник и призёр многих международных турниров. Также известен как тренер, в течение пяти лет руководил национальной сборной Польши.

## Биография
Эдвард Фендер родился 8 августа 1942 года в городе Бельско-Бяла. Активно заниматься санным спортом начал с юных лет, проходил подготовку в местном спортивном клубе. Уже в возрасте пятнадцати лет выступил на юниорском чемпионате Европы в Випитено, занял тридцать третье место в одноместных санях и двенадцатое в двухместных. В 1960 году в двойках с Ежи Войнаром выиграл национальное первенство Польши и побывал на молодёжном европейском первенстве в Виллахе, где приехал к финишу восемнадцатым. Два года спустя дебютировал на взрослом чемпионате мира, на домашней трассе в Крынице показал в мужском парном разряде седьмое время.
Первого серьёзного успеха в санном спорте Фендер добился в 1963 году, когда на мировом первенстве в австрийском Имсте вместе со своим напарником Мечиславом Павелкевичем завоевал серебряную медаль — они совсем немного уступили соотечественникам Ришарду Пендраку-Яновичу и Луцьяну Кудзе. Также участвовал здесь в заездах одиночек, но не очень удачно, на финише был лишь двадцать пятым. В 1964 году поляк во второй раз стал чемпионом своей страны и благодаря череде удачных выступлений удостоился права защищать честь отечества на зимних Олимпийских играх в Инсбруке, на первых в истории олимпийских соревнованиях по санному спорту. В одиночном разряде потерпел крушение во время первого же заезде и выбыл из дальнейшей борьбы за медали, тогда как в парном разряде вместе с Павелкевичем добрался до седьмой позиции.
Несмотря на отсутствие громких побед, после Олимпиады Фендер продолжил представлять национальную сборную и ещё в течение нескольких лет ездил на крупнейшие международные турниры. Так, в 1967 году он побывал на чемпионате Европы в немецком Кёнигсзе, финишировал девятым в одиночках и одиннадцатым в двойках. Пытался пройти отбор на Олимпийские игры 1968 года в Гренобль, но не смог этого сделать — вместо него туда отправились братья Збигнев и Ришард Гавёры. Завершив спортивную карьеру, Эдвард Фендер стал весьма успешным тренером, в частности, в период 1978—1983 возглавлял сборную команду Польши по санному спорту.